# Аллея пионеров-героев (Челябинск)
Аллея (площадь) пионеров-героев — архитектурно-художественный мемориал (достопримечательность) Челябинска, объект культурного наследия регионального значения.
Мемориал был открыт к 250-летию Челябинска 14 сентября 1986 года. Посвящен юным борцам за свободу Родины, находится в городском парке отдыха Алое поле.

## Описание
Аллея пионеров представляет собой скульптурный комплекс из дюжины чугунных барельефов, зафиксированных на монолитных квадратных пьедесталах, выполненных из молочно-белого гранита. Барельефы расположены симметрично в форме полукруга и объединены невысокими гранитными перемычками. На каждом из них нанесено изображение одного из пионеров-героев, стяжавших славу в периоды Гражданской и Великой Отечественной войн: Павлик Морозов и Лёня Голиков работы скульптора А.П. Суленева, Марат Казей и Володя Дубинин И.В. Бесчастнова, Вася Коробко и Маркс Кротов Б.А. Маганова, Гриша Акопян и Саша Ковалёв Е.И. Макарова, Зина Портнова С.П. Манаенкова, Коля Мяготин и Валя Котик М.И. Харламова, Кычан Джакыпов В.М. Цепелева. Композицию с четырёх сторон замыкают грузные обелископодобные фонарные столбы.

## История
Ещё в 1960-х годах прообразы двенадцати барельефов в виде металлических стендов с портретами юных храбрецов окружали былинный фонтан «Черномор». А если приглядеться, то и на более ранних архивных фото того же ракурса, сделанных в 40-х годах можно увидеть изображения. Вскоре на месте искрящихся струй фонтана зацвела душистая клумба, а ненадёжный материал, взятый за основу мемориала, заменён на более долговечную и выигрышно смотрящуюся бронзу.
Над воплощением в жизнь уникальной скульптурной композиции, спроектированной архитектором Т.Г. Филипповой, трудилась целая команда прославленных и опытных скульпторов. Торжественное открытие памятника, приуроченное к 250-летнему юбилею Челябинска, состоялось 14 сентября 1986 года. В 1999 году монумент претерпел очередную реставрацию, в ходе которой бронзовые барельефы заменили на чугунные.
Мемориал быстро полюбился жителями города Челябинска. В годы советской власти пред ликами героев совершались церемонии посвящения в пионеры. Позже сквер у памятника стал местом, где регулярно проводятся политические митинги, а так же многие городские празднества и мероприятия для детей. В простой будничный день горожане с удовольствием проводят время в сквере, присев на прохладную гранитную перемычку меж барельефами, словно на удобную широкую скамейку, и погрузившись в атмосферу расслабленности и умиротворения.
Скульпторами барельефов стали:
- И. В. Бесчастнов («Марат Казей», «Володя Дубинин»),
- Б. А. Маганов[6] («Вася Коробко», «Маркс Кротов»),
- Е. И. Макаров[7] («Гриша Акопян», «Саша Ковалёв»),
- С. П. Манаенков[8] («Зина Портнова»),
- А. П. Суленёв[5] («Павлик Морозов», «Лёня Голиков»),
- М. И. Харламов («Коля Мяготин», «Валя Котик»),
- В. М. Цепелев[9] («Кычан Джакыпов»[12]).